# Hochkönigman
Der Hochkönigman ist ein seit 2015 jährlich im Juni ausgetragener Ultramarathon in Österreich. Er führt mit Start und Ziel in Maria Alm weitgehend auf Wanderwegen in der Gegend um den Hochkönig, zählt mit einer Streckenlänge von rund 87 km und 5.200 positiven Höhenmetern zu den anspruchsvollsten Bergmarathons unter den Traillauf-Bewerben in Österreich und war seitdem alle Jahre Austragungsort österreichischer Meisterschaften.

## Strecke
Die gesamte Route verläuft mit wenigen Ausnahmen auf bestehenden Naturwegen. Der Rundkurs mit Start in Maria Alm führt zuerst zum Arthurhaus auf 1.502 m ü. A., gefolgt von einem Abstieg nach Mühlbach am Hochkönig. Weiter geht es über das Schneebergkreuz (1.936 m) nach Dienten am Hochkönig, gefolgt von einem Aufstieg zum Hochkasern auf 2.017 m. In dieser Höhenlage geht es über den Hundstein (das Statzerhaus ist mit 2.117 m der höchste Punkt der Strecke) zur Schwalbenwand, ehe der Abstieg zum Ziel in Maria Alm folgt.
2019 wurde die Strecke wegen der Schneelage in großen Höhen geändert, wobei der Umfang mit 84 km und 5.300 Höhenmeter annähernd gleich blieb.

### Alternative Bewerbe
Es besteht auch die Möglichkeit, neben dem Endurance Trail mit einer Länge von 86,8 km und 5.229 Höhenmeter, Bewerbe auf kürzeren Strecken zu bestreiten:
- Marathon Trail: Strecke wie beim Endurance Trail, jedoch ohne dem Streckenabschnitt zum Arthurhaus und über den Schneeberg, somit eine Länge von 49,9 km mit 3.060 Höhenmeter
- Speed Trail: Start und Ziel ebenso in Maria Alm, allerdings Strecke über den Massingsattel zur Bilgerirast, somit 20,9 km mit 1.1160 Höhenmeter
- x cross: Der Hindernislauf (Schlammgräben, Kletterhürden, Schlammgräben etc.) über 6 km mit 320 Höhenmeter, welcher auch im Zweier-Team über die halbe Distanz wählbar ist, wurde 2017 bis 2019 ausgetragen. Dieser Bewerb war neben Wien, Obertauern und Podersdorf am See Teil der x cross run Tour.
- Skyrace: Der 32,6 km lange Bewerb mit 2.720 Höhenmeter wurde erstmals 2018 ausgetragen.
- Easy Trail: Der für Erwachsene mit 9,2 km und 310 Höhenmeter Bewerb wurde erstmals 2019 ausgetragen.
- Downhill Race: Der für Erwachsene mit 2,57 km und 369 negativen Höhenmeter kürzeste Bewerb wurde erstmals 2022 ausgetragen.
- Kids Trail: Der flache Rundkurs über ca. 500 m für Kinder und Jugendliche zwischen 6 und. 16 Jahre (je nach Alter zwischen einer und drei Runden) wurde erstmals 2019 ausgetragen.

## Reglement
Das Reglement sieht vor, dass die Teilnehmer über persönliche Autonomie im Gebirge verfügen müssen (zwei Punkte nach Kriterien der ITRA für eine Teilnahme beim Endurance Trail). Je nach Bewerb ist das Mittragen vorgegebener Ausrüstungsgegenstände verpflichtend.

## Statistik
Durch Streckenanpassungen sind die Zeiten nur bedingt miteinander vergleichbar.

### Siegerlisten

#### Endurance Trail
| Jahr | Männer                        | Zeit     | Frauen             | Zeit     |
| ---- | ----------------------------- | -------- | ------------------ | -------- |
| 2022 | Philipp Ausserhofer           | 10:00:59 | Esther Fellhofer   | 12:32:13 |
| 2021 | Alexander Marcel Westenberger | 09:56:24 | Esther Fellhofer   | 12:11:26 |
| 2019 | Gerald Fister                 | 10:35:38 | Tina Hitzenberger  | 13:21:33 |
| 2018 | Florian Grasel                | 11:25:57 | Martina Trimmel    | 13:58:21 |
| 2017 | Florian Grasel                | 10:34:16 | Sigrid Huber       | 13:41:42 |
| 2016 | Gerald Fister                 | 11:24:09 | Laetitia Pibis     | 13:46:51 |
| 2015 | Demeter Dick                  | 13:17:07 | Jeannette Odermatt | 18:17:54 |

#### Marathon Trail
| Jahr | Männer               | Zeit    | Frauen         | Zeit    |
| ---- | -------------------- | ------- | -------------- | ------- |
| 2022 | Alexander Hutter     | 5:22:31 | Kristyna Cerna | 6:46:41 |
| 2021 | Tomas Farnik         | 5:10:40 | Sabine Wurmsam | 6:31:28 |
| 2019 | Andreas Postl        | 5:29:07 | Sabine Wurmsam | 6:21:05 |
| 2018 | Christoph Lauterbach | 4:32:42 | Anna Clipet    | 6:15:00 |
| 2017 | Michael Kabicher     | 4:50:02 | Anna Strakova  | 5:47:27 |
| 2016 | Christoph Lauterbach | 4:44:56 | Cilly Schreyer | 6:11:40 |
| 2015 | Simon Steiner        | 5:47:53 | Sibylle Schild | 7:09:51 |

#### Speed Trail
| Jahr | Männer                 | Zeit    | Frauen              | Zeit    |
| ---- | ---------------------- | ------- | ------------------- | ------- |
| 2022 | Nicolás Mateos Garrido | 1:47:29 | Natalia Tomasiak    | 2:00:25 |
| 2021 | Bernhard Tritscher     | 1:54:47 | Verena Streitberger | 2:22:43 |
| 2019 | Lukas Vasold           | 1:59:25 | Adela Stranska      | 2:09:03 |
| 2018 | Bernhard Tritscher     | 2:04:33 | Claudia Rosegger    | 2:18:39 |
| 2017 | Bernhard Tritscher     | 2:06:12 | Adela Stranska      | 2:26:31 |
| 2016 | Armin Höfl             | 2:06:51 | Tatiana Mitkina     | 2:37:20 |
| 2015 | Armin Höfl             | 2:24:56 | Sandra Koblmüller   | 2:33:58 |

#### Skyrace
| Jahr | Männer                  | Zeit    | Frauen            | Zeit    |
| ---- | ----------------------- | ------- | ----------------- | ------- |
| 2022 | Christian Mathys        | 3:31:09 | Marcela Vasinova  | 4:13:00 |
| 2021 | Jakob Herrmann          | 3:39:29 | Denisa Dragormir  | 4:19:06 |
| 2019 | Sebastian Falkensteiner | 3:09:05 | Eva-Maria Sperger | 3:40:25 |
| 2018 | Mario Weiß              | 4:04:20 | Seana Forbes      | 5:12:54 |

#### Easy Trail
| Jahr | Männer         | Zeit  | Frauen          | Zeit  |
| ---- | -------------- | ----- | --------------- | ----- |
| 2022 | Markus Bergler | 37:46 | Pauline Becker  | 47:39 |
| 2021 | Markus Bergler | 40:02 | Franziska Freer | 54:43 |
| 2019 | Andreas Rieder | 36:20 | Melanie Hinum   | 47:23 |

### Finisherzahlen
| Jahr | Endurance Trail | davon Frauen | Marathon Trail | davon Frauen | Speed Trail | davon Frauen | Skyrace | davon Frauen | Easy trail | davon Frauen |
| ---- | --------------- | ------------ | -------------- | ------------ | ----------- | ------------ | ------- | ------------ | ---------- | ------------ |
| 2022 | 93              | 13           | 194            | 44           | 370         | 117          | 136     | 20           | 102        | 40           |
| 2021 | 49              | 6            | 161            | 25           | 273         | 78           | 77      | 17           | 92         | 43           |
| 2019 | 156             | 11           | 266            | 49           | 434         | 156          | 98      | 14           | 139        | 71           |
| 2018 | 115             | 13           | 291            | 60           | 363         | 113          | 27      | 2            |            |              |
| 2017 | 105             | 13           | 182            | 19           | 289         | 87           |         |              |            |              |
| 2016 | 77              | 7            | 132            | 21           | 164         | 51           |         |              |            |              |
| 2015 | 65              | 5            | 103            | 18           | 120         | 29           |         |              |            |              |

## Meisterschaften
Seit Beginn dieser Veranstaltung finden jährlich nationale sowie internationale Meisterschaften statt.

2015, 2016, 2018 und 2021 wurden die Österreichischen Meisterschaften im Marathon Trail ausgetragen. 2017 und 2019 fanden die Österreichische Meisterschaften im Endurance Trail statt.

Ebenso zählen alle drei Bewerbe zum Österreichischen Trailrunning-Cup.

## Sonstiges
Für eine erfolgreiche Teilnahme innerhalb der vorgegebenen Zeiten werden für den Endurance Trail vier und für den Marathon Trail drei anrechenbare Punkte für eine Teilnahme beim Ultra-Trail du Mont-Blanc vergeben.

Veranstalter ist Thomas Bosnjak, Obmann der Austrian Trail Running Association (ATRA).

Für den Bewerb Skyrace wurde das „ISF Qualified Race label“, ein Gütesiegel der internationalen Skyrunning Federation, vergeben.

2023 wird die Veranstaltung zwischen 2. und 4. Juni ausgetragen.